# 楽乗
楽 乗（がく じょう、生没年不詳）は、中国戦国時代の趙の武将。魏の武将楽羊、燕の武将楽毅、楽毅の子の楽間の一族である。恵文王・孝成王・悼襄王に仕えた。

## 生涯
恵文王29年（前270年）、秦は将軍公孫胡昜に命じて、趙南部の閼与の地に侵攻する。救援に関して恵文王より廉頗と楽乗が「道は遠く険阻で救い難い」と不可としたが、趙奢は「閼与への道は険しくて狭いので、丁度二匹のネズミが穴の中で1対1で戦うようなものです。将が勇敢な方が勝ちます」と説き、恵文王はその意見を容れて趙奢を将軍に任じて、閼与への救援に向かわせた。
孝成王10年（前256年）、慶舎と共に、秦の信梁軍を破る。
孝成王15年（前251年）、趙の衰退を見た燕の宰相栗腹は燕王喜に進言し、趙を攻める。その際、楽間は燕王喜に「周りを敵国に囲まれている趙は兵だけでなく民も戦争に習熟しているので侮れない」として反対した。趙の廉頗は燕軍を大いに破り、逆に追撃して燕都の薊を包囲した。楽乗は5万の軍で卿秦の率いる20万の軍を代で破り、楽間は敗戦後に趙へ亡命。『史記』楽毅列伝の記述では、廉頗が栗腹・楽乗を撃破して捕虜にし、その後に楽乗・楽間は敗戦後に趙へ亡命したとされている（鄗・代の戦い）。
孝成王16年（前250年）、武襄君に封じられる。
孝成王17年（前249年）、仮宰相となり燕を攻撃し、国都を攻囲する。
孝成王21年（前245年）、趙では孝成王が薨去し悼襄王が即位すると、魏の繁陽を攻囲中の廉頗を更迭して楽乗と交代させる。これを不服とした廉頗に攻撃されて、楽乗は敗れて逃亡し、廉頗は魏に亡命。